# Nekrolog 1777
Nekrolog
◄◄
| ◄
| 1773
| 1774
| 1775
| 1776
| 1777 | 1778 | 1779 | 1780 | 1781 | ► | ►►
Weitere Ereignisse | Allgemeiner Nekrolog 1777
Die Beschreibung der verstorbenen Person sollte so kurz wie möglich gehalten sein und nur deren signifikante Tätigkeit(en) enthalten.
Neue Namen ggf. auch unter dem Geburts- und Sterbedatum, also etwa unter 1. Januar und im Geburts- und Sterbejahr (2024) eintragen (nur bei entsprechender großer Wichtigkeit). Für Beispiele siehe die schon vorhandenen Artikel.
Außerdem über die fünf zuletzt Verstorbenen, zu denen es einen ausreichend guten Artikel für eine Präsentation auf der Hauptseite gibt, nach der todesbedingten Überarbeitung der Artikel ggf. auch unter Wikipedia Diskussion:Hauptseite informieren und sie am besten auch in den anderen Wikipedia-Sprachversionen eintragen. Tipp: Regelmäßig bei news.google.de nach „ist tot“, „gestorben“ oder „verstorben“ suchen.
Wenn eine Person gestorben ist, gibt es viele Seiten zu dieser Person in der Wikipedia, die davon auch betroffen sind und entsprechend aktualisiert werden müssen. Beispiele: Namenübersichtsseite, Geburtsjahr, Geburtsort-Seiten und viele mehr.
Wie finde ich die betroffenen Seiten?
Im Suchfeld auf der linken Seite gibt man den Suchbegriff so ein: „Vorname Nachname“. Dann klickt man auf Volltext und alle Seiten mit entsprechendem Suchtext werden aufgerufen. Hier sieht man dann schnell, wo auch das Todesjahr Sinn macht oder sogar ein Teil des Artikels angepasst werden muss. Auch hilft das „Werkzeug“ auf der linken Seite sehr gut, um solche Seiten aufzufinden: „Links auf diese Seite“. Somit ist die Wikipedia wieder aktuell in allen Bereichen! Hinweis: bei Eintragung der Kategorie „Gestorben JAHR“ wird der Missbrauchsfilter 49 ausgelöst, was jedoch nicht schlimm ist. Siehe: Spezial:Missbrauchsfilter/49
Dies ist eine Liste von im Jahr 1777 verstorbenen bekannten Persönlichkeiten. Die Einträge erfolgen innerhalb der einzelnen Daten alphabetisch sortiert. Tiere sind im Nekrolog für Tiere zu finden.

## Januar
| Tag        | Name                                 | Beruf, bekannt als                                                                                           | Alter | Beleg |
| ---------- | ------------------------------------ | --- | ----- | ----- |
| 6. Januar  | Luigi Maria Torrigiani               | italienischer Kardinal der Römischen Kirche                                                                  | 79    |       |
| 10. Januar | Emanuele Barbella                    | italienischer Geiger und Komponist der neapolitanischen Schule                                               | 58    |       |
| 10. Januar | François de Cuvilliés der Jüngere    | deutscher Baumeister und Ornamentschöpfer                                                                    | 45    |       |
| 10. Januar | Johann Koep                          | deutscher Kaufmann und Hamburger Oberalter                                                                   | 71    |       |
| 12. Januar | Johann Ernst Hähnel                  | deutscher Orgelbauer in Sachsen                                                                              | 79    |       |
| 16. Januar | Johann Michael Becker                | deutscher Bildhauer und Vergolder                                                                            | 73    |       |
| 16. Januar | Karl Adam Anton von Breuner          | Adeliger, Oberster Justizpräsident, Landeshauptmann der Steiermark, innerösterreichischer Hofkammerpräsident | 87    | [ 1 ] |
| 21. Januar | Johannes Franz Becker                | katholischer Pfarrer und Montanunternehmer                                                                   | 87    |       |
| 22. Januar | Simon Leduc                          | französischer Violinist und Komponist                                                                        | 35    |       |
| 27. Januar | Hubert de Brienne, Comte de Conflans | französischer Vizeadmiral                                                                                    |       | [ 2 ] |
| 28. Januar | Abraham Siebel                       | Bürgermeister in Elberfeld                                                                                   | 69    | [ 3 ] |
| 30. Januar | Johann Ernst Neubauer                | deutscher Arzt und Anatom                                                                                    |       |       |
| 30. Januar | Justus Friedrich Wilhelm Zachariae   | deutscher Schriftsteller, Übersetzer, Herausgeber und Komponist                                              | 50    | [ 4 ] |
| 31. Januar | Franz Anton Engl Graf von Wagrain    | Bischof des Csanáder Bistums                                                                                 | 75    |       |
| Januar     | Jean-Baptiste Delaborde              | französischer Theologe und Erfinder                                                                          | 46    |       |
| Januar     | Ewald George von Lettow              | königlich preußischer Oberst und Chef des Garnisons-Regiments Nr. 4                                          |       |       |

## Februar
| Tag         | Name                                  | Beruf, bekannt als | Alter | Beleg |
| ----------- | ------------------------------------- | --- | ----- | ----- |
| 4. Februar  | Christian Ludwig Brau                 | Kirchenlieddichter | 30    | [ 5 ] |
| 4. Februar  | Henning Benedikt von Rumohr           | deutscher Domherr und Staatsminister des Fürstbistums Lübeck in der Großfürstlichen Zeit                               |       |       |
| 6. Februar  | Friedrich Wilhelm von der Mosel       | preußischer General |       | [ 6 ] |
| 7. Februar  | Gotthilf Traugott Zachariae           | deutscher lutherischer Theologe                                                                                        | 47    | [ 7 ] |
| 9. Februar  | Seth Pomeroy                          | britischer und amerikanischer General in den Franzosen- und Indianerkriegen und im Amerikanischen Unabhängigkeitskrieg | 70    |       |
| 17. Februar | Hieronymus Maximilian von Günderrode  | deutscher Jurist und Geheimrat                                                                                         | 46    |       |
| 20. Februar | Alexei Wassiljewitsch Kwassow         | russischer Architekt und Stadtplaner                                                                                   |       |       |
| 22. Februar | Archibald Bulloch                     | 2. Gouverneur von Georgia                                                                                              |       |       |
| 24. Februar | Joseph I.                             | König von Portugal aus dem Hause Braganza                                                                              | 62    |       |
| 27. Februar | Johannes Baptist Anton von Federspiel | Bischof von Chur | 68    |       |

## März
| Tag      | Name                                         | Beruf, bekannt als                                           | Alter | Beleg  |
| -------- | -------------------------------------------- | ------------------------------------------------------------ | ----- | ------ |
| 1. März  | Józef Aleksander Jabłonowski                 | polnischer Magnat, Gelehrter und Mäzen                       | 66    |        |
| 1. März  | Georg Christoph Wagenseil                    | österreichischer Komponist und Musikpädagoge                 | 62    |        |
| 6. März  | Jeremias Friedrich Reuß                      | deutscher Theologe                                           | 76    | [ 8 ]  |
| 7. März  | Sebastian Sailer                             | deutscher Prämonstratenser, Prediger und Schriftsteller      | 63    |        |
| 10. März | Ferdinand Joseph von Plettenberg             | Domherr in Hildesheim, Paderborn und Münster sowie Landdrost | 48    |        |
| 17. März | Christoph Friedrich Steffen von Plettenberg  | preußischer General                                          | 78    | [ 9 ]  |
| 20. März | Friedrich Grimm                              | deutscher Theologe, Großvater der Brüder Grimm               | 70    |        |
| 20. März | Jean-François-Joseph Rochechouart de Faudoas | französischer Kardinal der katholischen Kirche               | 69    |        |
| 22. März | Friedrich von Flemming                       | deutscher Ritter des Johanniterordens                        | 69    | [ 10 ] |
| 22. März | Friederike Charlotte von Hessen-Darmstadt    | Prinzessin von Hessen-Kassel                                 | 78    | [ 11 ] |
| 25. März | Georg Carl Gottlob von der Gablenz           | Generalleutnant und Kommandant der Festung Schweidnitz       |       |        |
| 26. März | Bernhard Christoph Breitkopf                 | deutscher Buchdrucker und Verleger                           | 82    | [ 12 ] |
| 29. März | Johann Heinrich Pott                         | deutscher Chemiker und Apotheker                             | 84    |        |
| 31. März | Gottfried Käuffelin                          | deutscher Prälat und Abt                                     | 76    |        |

## April
| Tag       | Name                                      | Beruf, bekannt als                                                                           | Alter | Beleg  |
| --------- | ----------------------------------------- | -------------------------------------------------------------------------------------------- | ----- | ------ |
| 1. April  | John Morton                               | gilt als einer der Gründerväter der USA                                                      |       |        |
| 2. April  | Maxim Sosontowitsch Beresowski            | ukrainischer Komponist                                                                       | 31    | [ 13 ] |
| 3. April  | Achaz Heinrich von Alvensleben            | preußischer Generalmajor                                                                     | 60    | [ 14 ] |
| 4. April  | Guillaume Villefroy                       | französischer Orientalist                                                                    | 87    | [ 15 ] |
| 12. April | Claude-Prosper Jolyot de Crébillon        | französischer Autor und Sohn des Tragödiendichters Prosper Jolyot Crébillon (Crébillon pére) | 70    |        |
| 13. April | Johann Wilhelm Seidler                    | deutscher Philosoph, Redakteur, Prinzenerzieher und Bibliothekar                             | 58    | [ 16 ] |
| 19. April | Christoph Jakob Kremer                    | kurpfälzischer Jurist und Historiker                                                         | 54    |        |
| 21. April | Charles-Marie de Quelen                   | französischer Prälat                                                                         |       |        |
| 22. April | Christiana Büsching                       | deutsche Lyrikerin                                                                           | 48    |        |
| 24. April | Friedrich von Wattenwyl                   | Berner Patrizier, Schweizer Gutsverwalter und Bischof der Herrnhuter Brüdergemeine           | 77    |        |
| 26. April | Leopold Sebastian von Manstein            | preußischer Generalleutnant                                                                  |       | [ 17 ] |
| 27. April | Johann Carl Leonhart                      | deutscher Verwaltungsjurist                                                                  | 57    | [ 18 ] |
| 29. April | Nicolaas Hoogvliet                        | niederländischer reformierter Theologe                                                       | 47    | [ 19 ] |
| 29. April | Friedrich Ludwig I. Truchseß von Waldburg | preußischer Generalmajor                                                                     | 65    | [ 20 ] |
| 30. April | Michael Ignatius                          | estnischer Theologe                                                                          | 63    |        |
| 30. April | Francisco Cajigal de la Vega              | Gouverneur von Kuba und Vizekönig von Neuspanien                                             |       |        |
| April     | Johann Conrad Winter                      | deutscher Klavierbauer                                                                       |       |        |

## Mai
| Tag     | Name                           | Beruf, bekannt als                                        | Alter | Beleg                 |
| ------- | ------------------------------ | --------------------------------------------------------- | ----- | --------------------- |
| 2. Mai  | Johann Joachim Gottlob am Ende | deutscher evangelischer Theologe                          | 72    | [ 21 ]                |
| 2. Mai  | Vittorio Amedeo Costa          | piemontesischer General, Gouverneur und Vizekönig         |       |                       |
| 7. Mai  | Charles de Brosses             | französischer Schriftsteller                              | 68    | [ 22 ]                |
| 12. Mai | Paulus Immler                  | deutscher Komponist                                       | 61    | [ 23 ]                |
| 12. Mai | Josef Kohaut                   | böhmischer Komponist und Lautenist                        |       |                       |
| 19. Mai | Button Gwinnett                | US-amerikanischer Politiker und 3. Gouverneur von Georgia |       |                       |
| 25. Mai | David Herrliberger             | Schweizer Kupferstecher und Verleger                      |       | [ 24 ]                |
| 26. Mai | Nathaniel Clements             | irischer Politiker                                        |       |                       |
| Mai     | Peter Romney                   | englischer Maler                                          | 33    | Romney, Peter (DNB00) |

## Juni
| Tag      | Name                           | Beruf, bekannt als | Alter | Beleg  |
| -------- | ------------------------------ | --- | ----- | ------ |
| 1. Juni  | Eustachius de Lannoy           | indischer General, flämischer Abstammung                                                                                   |       |        |
| 2. Juni  | Friedrich Wilhelm Tafinger     | deutscher Rechtswissenschaftler und Rechtslehrer                                                                           | 50    | [ 25 ] |
| 6. Juni  | David Cranz                    | Missionar und Geschichtsschreiber                                                                                          | 54    | [ 26 ] |
| 8. Juni  | Christian Ulrich von Ketelhodt | Jurist und Kanzler im Fürstentum Schwarzburg-Rudolstadt                                                                    | 75    |        |
| 8. Juni  | Cornelia Schlosser             | deutsche Briefeschreiberin und Schwester von Johann Wolfgang von Goethe                                                    | 26    | [ 27 ] |
| 10. Juni | Johann Gerhard Hasenkamp       | deutscher Lehrer, Rektor des Duisburger Gymnasiums                                                                         | 40    | [ 28 ] |
| 13. Juni | Anton Augustin von Aichen      | österreichischer Adeliger, Verordneter des niederösterreichischen Ritterstandes und wirklicher Landrat                     | 75    |        |
| 16. Juni | Jean-Baptiste Louis Gresset    | französischer Dichter | 67    | [ 29 ] |
| 16. Juni | Johann Gottlieb Immermann      | deutscher evangelischer Geistlicher und Pädagoge                                                                           | 70    |        |
| 17. Juni | Ferdinand Dietz                | deutscher Bildhauer des Rokoko                                                                                             |       | [ 30 ] |
| 17. Juni | Johann Ludwig von Wedderkop    | deutscher Verwaltungsjurist, letzter Gottorfischer Generalerbpostmeister sowie Regierungspräsident des Fürstbistums Lübeck | 52    |        |
| 18. Juni | Franz Anton Vogel              | deutscher Stuckateur der Wessobrunner Schule                                                                               | 56    |        |
| 19. Juni | Christian Gottfried Oertel     | deutscher Beamter und Fachschriftsteller                                                                                   | 59    |        |
| 21. Juni | Georg Friedrich Meier          | deutscher Philosoph | 59    | [ 31 ] |
| 22. Juni | Ludwig Philipp Behlen          | deutscher Priester und Weihbischof im Bistum Mainz                                                                         | 63    | [ 32 ] |
| 22. Juni | Johann Friedrich Cartheuser    | deutscher Chemiker und Mediziner                                                                                           | 72    | [ 33 ] |
| 22. Juni | Johann Joseph Christian        | deutscher Bildhauer und Holzschnitzer                                                                                      | 71    | [ 34 ] |
| 24. Juni | Thomas Young                   | US-amerikanischer Arzt und Patriot                                                                                         | 46    |        |
| 27. Juni | William Dodd                   | englischer Geistlicher, Schriftsteller und Fälscher                                                                        | 48    |        |

## Juli
| Tag      | Name                                      | Beruf, bekannt als                                              | Alter | Beleg  |
| -------- | ----------------------------------------- | --------------------------------------------------------------- | ----- | ------ |
| 1. Juli  | Leonard Conrad Winter                     | deutscher Klavierbauer                                          | 49    |        |
| 2. Juli  | Friedrich Ludolf Lachmann                 | deutscher Prediger und Dichter von geistlichen Liedern          | 27    | [ 35 ] |
| 12. Juli | Johan Arckenholtz                         | finnischer Historiker                                           | 82    | [ 36 ] |
| 12. Juli | Filippo Manfredi                          | italienischer Violinist und Komponist der Frühklassik           | 46    |        |
| 13. Juli | Guillaume Coustou der Jüngere             | französischer Bildhauer                                         | 61    |        |
| 15. Juli | Antonio Calegari                          | italienischer Bildhauer                                         |       | [ 37 ] |
| 16. Juli | Franz Xaver Schmädl                       | deutscher Bildhauer des Rokoko                                  | 71    |        |
| 17. Juli | Catherine Douglas, Duchess of Queensberry | britische Adlige                                                |       |        |
| 18. Juli | James Glen                                | britischer Politiker; Gouverneur der Province of South Carolina |       |        |
| 18. Juli | William O’Brien, 4. Earl of Inchiquin     | irisch-britischer Adliger und Politiker                         |       |        |
| 20. Juli | Johann Christoph von Billerbeck           | königlich-preußischer Generalleutnant                           | 74    | [ 38 ] |
| 27. Juli | William Hayes                             | englischer Komponist                                            |       |        |
| 27. Juli | Jane McCrea                               | Loyalistin während des Amerikanischen Unabhängigkeitskrieges    |       |        |
| 27. Juli | Christoph Friedrich von der Osten         | deutscher Jurist, Landrat des Osten- und Blücherschen Kreises   | 62    | [ 39 ] |
| 28. Juli | Johann Ferdinand Mödlhammer               | Architekt, bürgerlicher und Hofbaumeister                       |       |        |
| 29. Juli | Maria Josepha Barbara Ochsner             | Schweizer Äbtissin                                              |       |        |
| 29. Juli | Julius Melchior Strube                    | deutscher Jurist und Publizist, hannoverischer Beamter          | 52    | [ 40 ] |

## August
| Tag        | Name                                     | Beruf, bekannt als                                                         | Alter | Beleg  |
| ---------- | ---------------------------------------- | -------------------------------------------------------------------------- | ----- | ------ |
| 8. August  | Laurens Theodor Gronovius                | niederländischer Naturforscher                                             | 47    |        |
| 12. August | Johann Christoph Friederici              | deutscher lutherischer Geistlicher, Generalsuperintendent                  | 47    | [ 41 ] |
| 12. August | Georg Wolf von Tümpling                  | königlich preußischer Oberst                                               | 64    | [ 42 ] |
| 13. August | Jean Bouillet                            | französischer Arzt und Enzyklopädist                                       | 87    |        |
| 14. August | Karl Wilhelm von Dieskau                 | preußischer Generalleutnant und Generalinspekteur der Artillerie           | 76    | [ 43 ] |
| 14. August | Otto Magnus von Schwerin                 | preußischer General                                                        | 76    | [ 44 ] |
| 15. August | Pietro Antonio Gallo                     | italienischer Komponist des Spätbarock                                     |       | [ 45 ] |
| 16. August | Nicholas Herkimer                        | Milizgeneral im Amerikanischen Unabhängigkeitskrieg                        |       |        |
| 17. August | Giuseppe Scarlatti                       | italienisch-österreichischer Komponist                                     |       | [ 46 ] |
| 18. August | Johann Christian Polycarp Erxleben       | deutscher Gelehrter                                                        | 33    | [ 47 ] |
| 18. August | Johann Ferdinand August von Funcke       | Geheimer Rat und außerordentlicher Gesandter und bevollmächtigter Minister | 64    |        |
| 18. August | Franz Christoph Sebastian von Remchingen | Großprior des deutschen Malteserordens (1775–1777)                         | 88    |        |
| 23. August | Charles-Joseph Natoire                   | französischer Maler des Rokoko                                             | 77    |        |
| 31. August | Johann Rudolph Zwinger                   | Schweizer Anatom                                                           | 85    | [ 48 ] |

## September
| Tag           | Name                                            | Beruf, bekannt als                                                                | Alter | Beleg  |
| ------------- | ----------------------------------------------- | --------------------------------------------------------------------------------- | ----- | ------ |
| 1. September  | Johann Ernst Bach II                            | deutscher Komponist                                                               | 55    | [ 49 ] |
| 4. September  | Heinrich Escher vom Glas                        | Schweizer Politiker und Militärperson                                             | 64    | [ 50 ] |
| 4. September  | Johannes Caprez                                 | Schweizer evangelischer Geistlicher                                               | 76    |        |
| 7. September  | Tekle Haymanot II.                              | Negus Negest (Kaiser) von Äthiopien                                               |       |        |
| 10. September | Wilhelm von Schaumburg-Lippe                    | Heerführer, Militärtheoretiker                                                    | 53    | [ 51 ] |
| 10. September | Jean-Baptiste Félix Hubert de Vintimille du Luc | französischer Edelmann und General                                                | 57    |        |
| 13. September | Louis-Claude Bourdelin                          | französischer Chemiker und Arzt                                                   | 80    |        |
| 13. September | Christoph Ludwig von Oberg                      | kurfürstlich braunschweigisch-lüneburgischer General der Infanterie               | 88    |        |
| 20. September | Edward Howard, 9. Duke of Norfolk               | englischer Adliger, Oberhausmitglied                                              | 91    |        |
| 22. September | John Bartram                                    | amerikanischer Botaniker                                                          | 78    | [ 52 ] |
| 25. September | Johann Heinrich Lambert                         | deutscher Mathematiker und Physiker                                               | 49    | [ 53 ] |
| 26. Dezember  | Ricardo Wall                                    | irischstämmiger Offizier, Diplomat und Politiker in Diensten der spanischen Krone | 83    |        |
| 28. September | Johann Friedrich von Zepelin                    | deutscher Generalleutnant                                                         | 82    | [ 54 ] |

## Oktober
| Tag         | Name                              | Beruf, bekannt als                                                                        | Alter | Beleg  |
| ----------- | --------------------------------- | ----------------------------------------------------------------------------------------- | ----- | ------ |
| 1. Oktober  | Pierre Contant d’Ivry             | französischer Architekt                                                                   | 79    |        |
| 2. Oktober  | Franz Christoph von Scheyb        | Schriftsteller und Kunsttheoretiker                                                       | 73    | [ 55 ] |
| 3. Oktober  | Christoph Friedrich Wedekind      | deutscher Dichter                                                                         | 68    | [ 56 ] |
| 5. Oktober  | Johann Andreas von Segner         | deutscher Physiker und Mathematiker                                                       | 72    | [ 57 ] |
| 6. Oktober  | Marie Thérèse Rodet Geoffrin      | französische Salonnière                                                                   | 78    |        |
| 6. Oktober  | Carl Philipp Kopp                 | deutscher Jurist                                                                          | 49    | [ 58 ] |
| 7. Oktober  | Heinrich von Breymann             | braunschweigischer Offizier                                                               |       |        |
| 8. Oktober  | Heinrich Mulartz                  | deutscher Arzt und Gründer des Krankenhauses in Győr                                      | 89    | [ 59 ] |
| 12. Oktober | Friedrich Wenzel Neißer           | deutscher Komponist von Kirchenliedern                                                    | 60    |        |
| 12. Oktober | Alexander Petrowitsch Sumarokow   | russischer Dichter, Schriftsteller und Dramatiker                                         | 59    | [ 60 ] |
| 13. Oktober | Philipp Ernst Bertram             | deutscher Rechtswissenschaftler und Historiker                                            |       |        |
| 13. Oktober | Dismas Hataš                      | tschechischer Komponist                                                                   | 52    | [ 61 ] |
| 17. Oktober | Johann Georg Hager                | deutscher Pädagoge und Geograph                                                           | 68    | [ 62 ] |
| 21. Oktober | Samuel Foote                      | englischer Schauspieler und Dramatiker                                                    | 57    |        |
| 25. Oktober | Karl Emil von Donop               | deutscher Offizier (Hessen-Kassel), zuletzt Oberst im Amerikanischen Unabhängigkeitskrieg | 45    |        |
| 27. Oktober | Charles-Antoine de la Roche-Aymon | französischer Geistlicher, Kardinal der römisch-katholischen Kirche                       | 80    | [ 63 ] |
| 28. Oktober | Sigmund II. Batthyány             | ungarischer Magnat und Grundherr                                                          | 65    |        |
| Oktober     | Jean-Baptiste de Voglie           | französischer Ingenieur, Enzyklopädist                                                    |       |        |

## November
| Tag          | Name                                           | Beruf, bekannt als                                                                            | Alter | Beleg  |
| ------------ | ---------------------------------------------- | --------------------------------------------------------------------------------------------- | ----- | ------ |
| 3. November  | Aaron ben Meir Brisker                         | jüdischer Talmudist                                                                           |       |        |
| 4. November  | Johann Michael Mehlig                          | deutscher lutherischer Theologe                                                               | 61    | [ 64 ] |
| 6. November  | Bernard de Jussieu                             | französischer Botaniker                                                                       | 78    | [ 65 ] |
| 6. November  | Jean Marteilhe                                 | evangelischer Glaubenszeuge und Galeerensklave                                                |       |        |
| 10. November | Cornstalk                                      | Anführer der Shawnee-Indianer zur Zeit der amerikanischen Unabhängigkeitsbewegung             |       | [ 66 ] |
| 13. November | Friedrich von Hessen-Philippsthal-Barchfeld    | Landgraf von Hessen-Philippsthal-Barchfeld aus dem Haus Hessen                                | 50    | [ 67 ] |
| 17. November | Anna Charlotte Amalie von Nassau-Dietz-Oranien | Mutter des ersten Großherzogs von Baden                                                       | 67    |        |
| 19. November | Leopold Philipp von Heister                    | landgräflich hessen-kasselscher Generalleutnant, Kommandeur der hessischen Truppen in Amerika | 61    | [ 68 ] |
| 19. November | Christian Friedrich von Viereck                | preußischer Generalmajor                                                                      | 52    | [ 69 ] |
| 22. November | John West, 2. Earl De La Warr                  | britischer Peer, Politiker und Militär                                                        | 48    | [ 70 ] |
| 29. November | Hinrich Borkenstein                            | Hamburger Lustspieldichter                                                                    | 72    | [ 71 ] |
| 30. November | Stephan von Somogyi                            | preußischer Generalmajor                                                                      | 63    |        |

## Dezember
| Tag          | Name                                       | Beruf, bekannt als                                         | Alter | Beleg  |
| ------------ | ------------------------------------------ | ---------------------------------------------------------- | ----- | ------ |
| 2. Dezember  | Franz Anton Rauscher                       | deutscher Maler des Rokokos                                |       | [ 72 ] |
| 3. Dezember  | Johann Christoph Weigel                    | deutscher Kaufmann und Ratsherr der Hansestadt Lübeck      |       | [ 73 ] |
| 6. Dezember  | Johann Andreas Cramer                      | deutscher Metallurge                                       | 66    | [ 74 ] |
| 6. Dezember  | Alexandre-Frédéric-Jacques Masson de Pezay | französischer Militär, Literat und Enzyklopädist           | 36    |        |
| 9. Dezember  | Regnerus Engelhard                         | hessischer Beamter, Jurist und Topograph                   | 60    | [ 75 ] |
| 9. Dezember  | Charles Knowles, 1. Baronet                | britischen Admiral und Admiral der russischen Marine       | 73    |        |
| 9. Dezember  | Balthasar Trischberger                     | deutscher Baumeister des Barock                            | 55    |        |
| 11. Dezember | Rajaram II.                                | Anführer der Marathen                                      | 51    |        |
| 12. Dezember | Albrecht von Haller                        | Schweizer Mediziner und Dichter                            | 69    | [ 76 ] |
| 16. Dezember | Johannes van Stiphout                      | alt-katholischer Bischof von Haarlem                       |       | [ 77 ] |
| 18. Dezember | Maximilian Franz Joseph von Berchem        | bayerischer Staatsmann                                     |       | [ 78 ] |
| 19. Dezember | François de Baschi                         | französischer Diplomat                                     | 67    |        |
| 21. Dezember | Anton Cajetan Adlgasser                    | deutscher Komponist und Organist                           | 48    |        |
| 23. Dezember | Johann Heinrich Waser                      | Schweizer Diakon, Übersetzer, Schriftsteller und Aufklärer | 64    | [ 79 ] |
| 24. Dezember | Catharina Amalia von Schlegel              | deutsche Kirchenlieddichterin                              | 80    |        |
| 25. Dezember | Hieronymus Friedrich von Stammer           | kursächsischer Minister, Landvogt und Domherr              | 65    | [ 80 ] |
| 25. Dezember | Ludovico Stern                             | italienischer Maler des Spätbarock oder Rokoko             | 68    |        |
| 26. Dezember | Johann Nicolaus Funck                      | Philologe                                                  | 84    | [ 81 ] |
| 29. Dezember | Johann Valentin Thoman                     | deutscher Architekt                                        | 82    | [ 82 ] |
| 30. Dezember | Maximilian III. Joseph                     | Kurfürst von Bayern (1745–1777)                            | 50    | [ 83 ] |

## Datum unbekannt
| Tag | Name                                            | Beruf, bekannt als                                                                | Alter | Beleg  |
| --- | ----------------------------------------------- | --------------------------------------------------------------------------------- | ----- | ------ |
|     | Johann Gottlieb Beckmann                        | deutscher Forstmann                                                               |       | [ 84 ] |
|     | Matthias Binder                                 | barocker Deutschordensbaumeister                                                  |       | [ 85 ] |
|     | Pierre-Charles Canot                            | französischer Zeichner und Kupferstecher                                          |       |        |
|     | Melchior Eberhard                               | deutscher Barockbildhauer                                                         |       | [ 86 ] |
|     | Heinrich Wilhelm Eckmann                        | deutscher Orgelbauer                                                              |       | [ 87 ] |
|     | Ernst Eichner                                   | deutscher Komponist                                                               |       | [ 88 ] |
|     | Philipp Wilhelm Grüneberg                       | deutscher Orgelbauer                                                              |       |        |
|     | Johann Michael Hartung                          | deutscher Orgelbauer                                                              | ≈74   |        |
|     | Franz Wilhelm von Iselstein                     | preußischer Oberstleutnant und Regimentschef                                      |       | [ 89 ] |
|     | Peter Christian von Kleist                      | preußischer Offizier                                                              |       | [ 90 ] |
|     | Petros Lampadarios                              | griechischer Komponist                                                            |       |        |
|     | Georg Friedrich Lingke                          | deutscher Musiktheoretiker, Pianist und Lautenist                                 | ≈80   |        |
|     | Tobias Conrad Lotter                            | deutscher Landkartenstecher                                                       |       | [ 91 ] |
|     | Josef Marsil Wilhelm Xaver von Nagel zur Loburg | Obrist in Münster                                                                 |       | [ 92 ] |
|     | Ngawang Jampel Deleg Gyatsho                    | tibetischer Trülku und Politiker                                                  |       |        |
|     | Johann Thomas von Quentel                       | Priester und Domherr in Köln                                                      |       |        |
|     | Johann Siegmund von Rosenberg                   | preußischer Generalmajor, Erbherr von Powayen, Medenau und Mosehnen in Ostpreußen |       | [ 93 ] |
|     | Christian Scholz                                | Hofprediger in Berlin, koptischer Sprachforscher und Pfarrer in Züllichau         |       | [ 94 ] |
|     | Jean Paul Sirven                                | französischer Notar                                                               |       |        |